# Diptère hématophage
Un diptère hématophage est une variété d'insectes à deux ailes (diptère) qui se nourrit de sang (hématophage). Ces insectes vecteurs sont ainsi capables de transmettre des maladies infectieuses ou parasitaires.
Les diptères hématophages transmettent entre autres : la leishmaniose, les arbovirus, la fièvre catarrhale ovine (F.C.O. ou Bluetongue)…
Les diptères se distinguent en trois branches : les aphaniptères (puces), les brachycères (mouches, taon), les nématocères (cousins, moustiques/anophèle, simulie)